# Pidlisți, Kremeneț
Pidlisți (în ucraineană Підлісці) este un sat în comuna Velîki Mlînivți din raionul Kremeneț, regiunea Ternopil, Ucraina.

## Demografie
Componența lingvistică a localității Pidlisți
     Ucraineană (98,49%)
     Rusă (1,31%)
     Alte limbi (0,2%)
Conform recensământului din 2001, majoritatea populației localității Pidlisți era vorbitoare de ucraineană (98,49%), existând în minoritate și vorbitori de rusă (1,31%).